# Niestabilność Jeansa
Niestabilność Jeansa – zależność opisująca warunki jakie muszą być spełnione do zapadania grawitacyjnego obłoków materii i formowania się gromad galaktyk, galaktyk, gwiazd, planet itp. Zapadanie obłoku zachodzi, gdy obłok gazu nie jest w stanie zachować równowagi hydrostatycznej, którą dla jednorodnego kulistego obłoku określa wzór:
{\displaystyle {\frac {dp}{dr}}=-{\frac {G\rho M_{ob}}{r^{2}}},}
gdzie:
{\displaystyle M_{ob}} – masa części obłoku od jego środka do rozważanego miejsca,
{\displaystyle p} – ciśnienie w analizowanym miejscu,
{\displaystyle \rho } – gęstość,
{\displaystyle G} – stała grawitacji,
{\displaystyle r} – promień, odległość od środka obłoku do analizowanego miejsca.
Równowaga jest trwała (stabilna), jeżeli małe zaburzenia są wygaszane w czasie, natomiast niestabilna, kiedy ulegają wzmocnieniu. Ogólnie chmura jest niestabilna, jeśli jest albo bardzo masywna w danej temperaturze, albo bardzo chłodna przy danej masie; w tych okolicznościach ciśnienie gazu nie może pokonać grawitacji i chmura zapadnie się.

## Masa Jeansa
Masa Jeansa została nazwana na cześć brytyjskiego fizyka Sir Jamesa Jeansa, który badał zjawisko kolapsu grawitacyjnego obłoków gazu. Jeans pokazał, iż w pewnych warunkach, obłok gazu lub jego część, może stać się niestabilny i zacząć się zapadać, jeżeli gradient ciśnienia nie będzie w stanie zrównoważyć siły grawitacji. Ponadto pokazał, że dla ustalonych parametrów fizycznych obłoku (tj. temperatura, gęstość itp.), istnieje ściśle określona masa, po przekroczeniu której obłok ulega zapadaniu i będzie się kurczył, dopóki wytworzone ciśnienie nie przeciwstawi się kolapsowi. Jeans podał wzór pozwalający określić stabilność obłoku tylko na podstawie jego gęstości i temperatury.
Przybliżoną masę krytyczną można wydedukować z rozważań fizycznych. Niech obłok gazu będzie jednorodną kulą o promieniu {\displaystyle R,} masie {\displaystyle M} oraz określonej gęstości i ciśnieniu, wyrażonymi przez prędkość dźwięku {\displaystyle c_{s}.} Jeżeliby w niewielkim stopniu ścisnąć hipotetyczny obłok i pozostawić działaniu ciśnienia, to fale ciśnienaia (dźwiękowe) odbudowywać stan równowagi (zmieniając gradient ciśnienia). Czas dotarcia zmiany do środka obłoku zależy od prędkości dźwięku w gazie:
{\displaystyle t_{dzw}={\frac {R}{c_{s}}}\approx 0{,}5{\mbox{ Myr}}\cdot {\frac {R}{0.1{\mbox{ pc}}}}\cdot \left({\frac {c_{s}}{0{,}2{\mbox{ km s}}^{-1}}}\right)^{-1}}
Równocześnie siła grawitacji będzie próbowała jeszcze bardziej ścisnąć obłok w skali czasowej spadku swobodnego:
{\displaystyle t_{ff}={\frac {1}{(G\rho )^{\frac {1}{2}}}}\approx 2{\mbox{ Myr}}\cdot \left({\frac {n}{10^{3}{\mbox{ cm}}^{-3}}}\right)^{-{\frac {1}{2}}}}
gdzie:
{\displaystyle G} – stała grawitacji,
{\displaystyle \rho } – gęstość,
{\displaystyle n} – koncentracja cząsteczek gazu.
W zależności od tego, która skala czasowa jest krótsza, obłok będzie:
- stabilny – {\displaystyle t_{dzw}<t_{ff},} oscylacje ciśnienia przywrócą stan równowagi,
- niestabilny – {\displaystyle t_{dzw}>t_{ff},} siła grawitacji przeważy i obłok zapadnie się.

Wychodząc z warunku niestabilności {\displaystyle (t_{dzw}>t_{ff}),} można pokazać, iż istnieje pewna charakterystyczna długość {\displaystyle R_{J}}
{\displaystyle R_{J}={\frac {c_{s}}{(G\rho )^{\frac {1}{2}}}}\approx 0{,}4{\mbox{ pc}}\cdot {\frac {c_{s}}{0{,}2{\mbox{ km s}}^{-1}}}\cdot \left({\frac {n}{10^{3}{\mbox{ cm}}^{-3}}}\right)^{-{\frac {1}{2}}}}
zwana długością Jeansa.
Wszystkie jednorodne, sferycznie symetryczne obłoki materii o promieniu {\displaystyle R>R_{J}} są niestabilne grawitacyjnie.
Z założenia jednorodności i sferycznej symetrii obłoku można, na podstawie długości Jeansa, wyprowadzić wzór na masę krytyczną:
{\displaystyle M_{J}={\frac {4\pi }{3}}\rho \left({\frac {R_{J}}{2}}\right)^{3}={\frac {\pi }{6}}\cdot {\frac {c_{s}^{3}}{G^{\frac {3}{2}}\rho ^{\frac {1}{2}}}}\approx 2{\mbox{ M}}_{\odot }\cdot \left({\frac {c_{s}}{0{,}2{\mbox{ km s}}^{-1}}}\right)^{3}\left({\frac {n}{10^{3}{\mbox{cm}}^{-3}}}\right)^{-{\frac {1}{2}}}.}